# نوریکو ناکایاما
نوریکو ناکایاما (انگلیسی: Noriko Nakayama؛ زادهٔ ۳۰ مهٔ ۱۹۴۳) بدمینتون‌باز اهل ژاپن است.
از افتخارات وی میتوان به کسب مدال طلا بدمیتون انفرادی و تیمی در بازی‌های آسیایی ۱۹۶۶ اشاره کرد.